# Hemmema

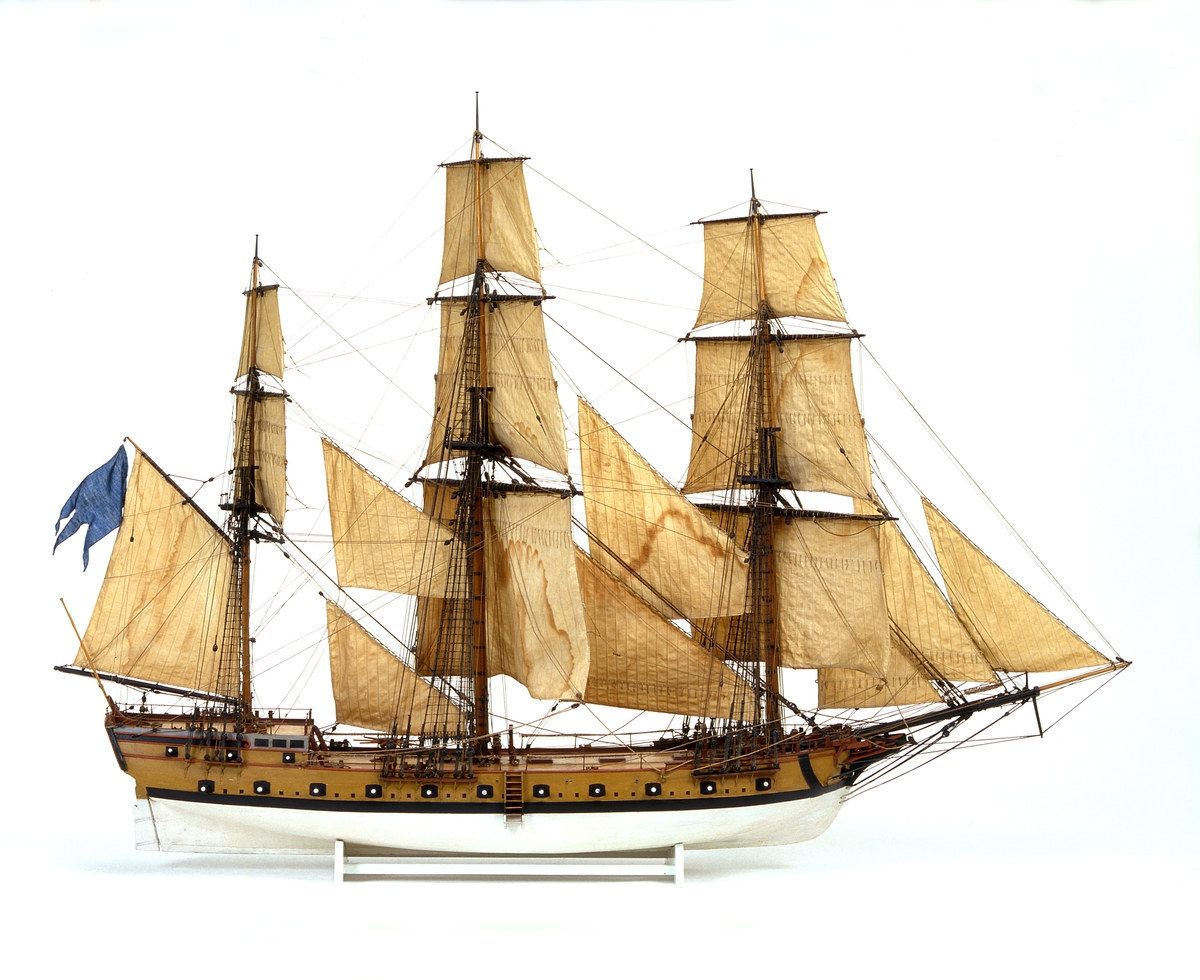
Modelo contemporáneo del hemmema Styrbjörn de las colecciones del Museo Marítimo en Estocolmo

El hemmema (del finlandés "Hämeenmaa", Tavastia) era un tipo de barco de guerra construido para la flota del Archipiélago Sueca y la Marina de Guerra Rusa a finales del siglo XVIII y a comienzos del siglo XIX. El hemmema  fue inicialmente desarrollado para uso contra la marina rusa en el Mar del Archipiélago y a lo largo de las costas de Svealand y Finlandia. Este fue diseñado por el prolífico e innovativo arquitecto naval sueco Fredrik Henrik af Chapman (1721–1808) en colaboración con Augustin Ehrensvärd (1710–1772), un oficial de artillería y comandante de la Flota del Archipiélago Sueco. El hemmema era un barco especializado para uso en las aguas superficiales y pasos estrechos que rodean los miles de islas e islotes que se extienden de la capital sueca de Estocolmo hacia Golfo el de Finlandia.
El hemmema reemplazó las galeras que componían el núcleo de las flotas del archipiélago suecas hasta mediados del siglo XVIII. Si se compara a las galeras, el hemmema tenía un calado más profundo y como era de remos era más lento. Sin embargo, ofrecía alojamiento de mejor calidad para la tripulación, poseía más espacio para almacenar provisiones, tenía un mejor estado de navegabilidad y poseía alrededor de 10 veces más armas pesadas. Era propulsado por velas o por remos, pero toavía era más pequeño y más maniobrable que la mayoría de buques de guerra , lo cual lo hizo el más apropiado para operaciones en aguas confinadas.
Entre 1764 y 1809, Suecia construyó seis hemmemas. El hemmema se convirtió en el barco más grande y más fuertemente armado de la flota del archipiélago y sirvió en la guerra ruso-sueca de 1788–1790. El primer hemmema, llamado Oden era relativamente pequeño y muy similar a un turuma, un tipo diferente de "fragata del archipiélago". Rusia construyó seis hemmemas basados en el diseño sueco entre 1808 y 1823 después de capturar tres de los barcos suecos en la capitulación de Sveaborg en 1808. Las versiones posteriores, tanto suecas como rusas, eran mucho más grandes y mucho más fuertemente armadas que el Oden.

## Antecedentes

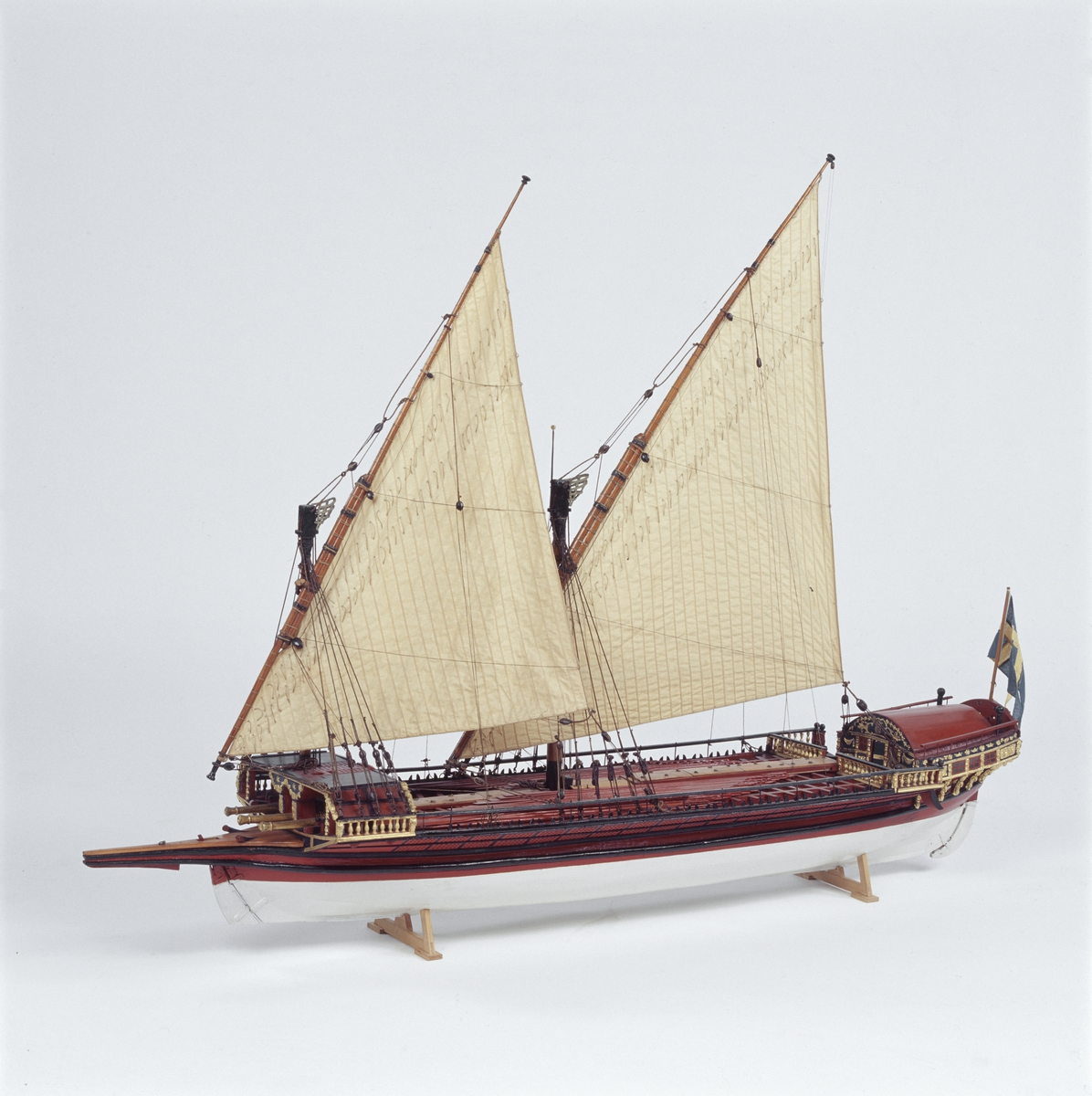
Modelo contemporáneo de una galera sueca de principios del de las colecciones del Museo Marítimo en Estocolmo. Galeras como estas eran comunes en las primeras flotas costeras suecas.

El zar ruso Pedro I de Rusia había establecido una nueva capital y una potente base naval en San Petersburgo en 1703. El poder naval ruso creció en el mar Báltico para desafiar los intereses de Suecia, quien era el otro poder principal en el mar Báltico. El territorio del imperio sueco en ese tiempo incluía el norte de Alemania, todo lo que ahora es Finlandia y la mayoría de los países bálticos, el control de este dependía de las rutas comerciales que conectaban el mar Báltico. Durante la Gran Guerra del Norte (1700@–1721), Suecia perdió todos sus territorios en los países Bálticos y sufrió ataques en Finlandia y a lo largo de la cadena de islas y archipiélagos que se extienden desde el Golfo de Finlandia hasta Estocolmo bajo dirección de Rusia. Los suecos empezaron a desplegar flotillas de barcos de bajo calado, empezando con versiones más pequeñas de las tradicionales galeras mediterráneas. La mayoría de estos nuevos barcos eran más parecidos a la galeota y estaba complementado con botes que llevaban cañones. La desastrosa guerra con Rusia (1741–1743) y la participación en la guerra de los siete años en contra de Prusia (1757–1762) mostró la necesidad de desarrollar y expandir las flotillas con barcos más especializados.
Las galeras eran eficaces como transportes de tropas destinadas a tácticas anfibias, pero estaban muy poco armadas, especialmente en comparación con su numerosa tripulación; una galera con una tripulación de 250 hombres, quienes la mayoría eran remeros, llevaría solo un cañón de 24 libras y dos de 6 libras, todos en la proa del barco. Las galeras también carecían de cubiertas y refugio adecuado para los remeros(que también servían de soldados), muchos de los cuales fallecieron por hipotermia durante la guerra de 1741–1743.

### Flota del archipiélago
Después de la victoria rusa sobre Suecia en 1743, los suecos establecieron una comisión para identificar debilidades en las defensas orientales. En 1747, la comisión concluyó que las fortificaciones en el sureste de Finlandia necesitaban ser mejoradas y expandidas, y que Suecia necesitaba construir una fuerte marina. Augustin Ehrensvärd (1710–1772), un agente de artillería, fue la fuerza propulsora detrás de estos cambios. El comité basó muchas de sus conclusiones y decisiones en sus ideas. En 1756, Suecia estableció la flota del archipiélago con el nombre oficial arméns flotta ("flota del ejército") bajo la orden del departamento del ejército, Krigskollegium, con Ehrensvärd como comandante supremo. Por dos décadas, la lucha por poder entre el Partido de los Sombreros y el Partido de los Gorros, quienes eran los partidos políticos dominantes de ese tiempo, y rivalidades entre el ejército y la marina habían traído cambios a la flota del archipiélago. La victoria parlamentaria de los Sombreros en el Riksdag en 1769–1770 y el golpe de Estado por el Rey Gustavo III de Suecia en 1772 aseguró el estatus de la flota del archipiélago como una parte independiente del ejército. Empezando en 1770, la flota del archipiélago se fucionó con el Escuadrón finlandés (Finska eskadern) asentado en Sveaborg. En 1777,se incorporó también  el Escuadrón Sueco (Svenska eskadern), la flota de galeras asentada en Estocolmo. Las fuerzas armadas suecas invirtieron muchos recursos en la nueva parte del ejército para convertirla en una organización profesional e independiente. La flota del archipiélago atrajo miembros de la élite social y cultural quienes disfrutaban de la protección y apoyo del Rey Gustavo III de Suecia, quién se había establecido a sí mismo como un monarca absoluto en el golpe de Estado de 1772.Después del pobre rendimiento de las galeras en la guerra ruso-sueca de 1741–1743 y en la guerra de Pomerania (1757–1762), se priorizó el desarrollo de reemplazos para estas. Durante la guerra de Pomerania, se habían hecho pruebas con "botes armados" (skottpråmar), barcos fuertemente armados, conducidos por remos, barcazas de fondo plano con poco calado que llevaba cañones en el costado. Los botes llevaban más armas que las galeras, pero era demasiado lento para ser eficaz. Augustin Ehrensvärd alegó que se necesitaban nuevos barcos del archipiélago que combinaran potencia de fuego, maniobrabilidad, buen estado de navegabilidad, y suficiente espacio para la tripulación. Empezó una exitosa colaboración con el constructor naval Fredrik Henrik Chapman (recibiendo el título nobiliaro "af Chapman" en 1772), juntos  desarrollaron cinco barcos nuevos: un cañonero con un cañón de 12 libras y aparejo de goleta, así como cuatro tipos de "fragatas del archipiélago" (skärgårdsfregatter): el más pequeño udema y pojama, y el más grande turuma y hemmema. A los cuatro en conjunto se les ha llamado skärgårdsfregatter (fragatas de archipiélago) en la literatura histórica sueca e inglesa, aunque algunos autores han llamado a los barcos udema y pojama "corbetas de archipiélago". Chapman diseñó específicamente las fragatas del archipiélago para servir en la costa del sur de Finlandia y fueron nombradas en honor a las provincias finlandesas de Uusimaa, Pohjanmaa (Österbotten), Turunmaa (Åboland), y Hämeenmaa (Tavastia).

## Desarrollo

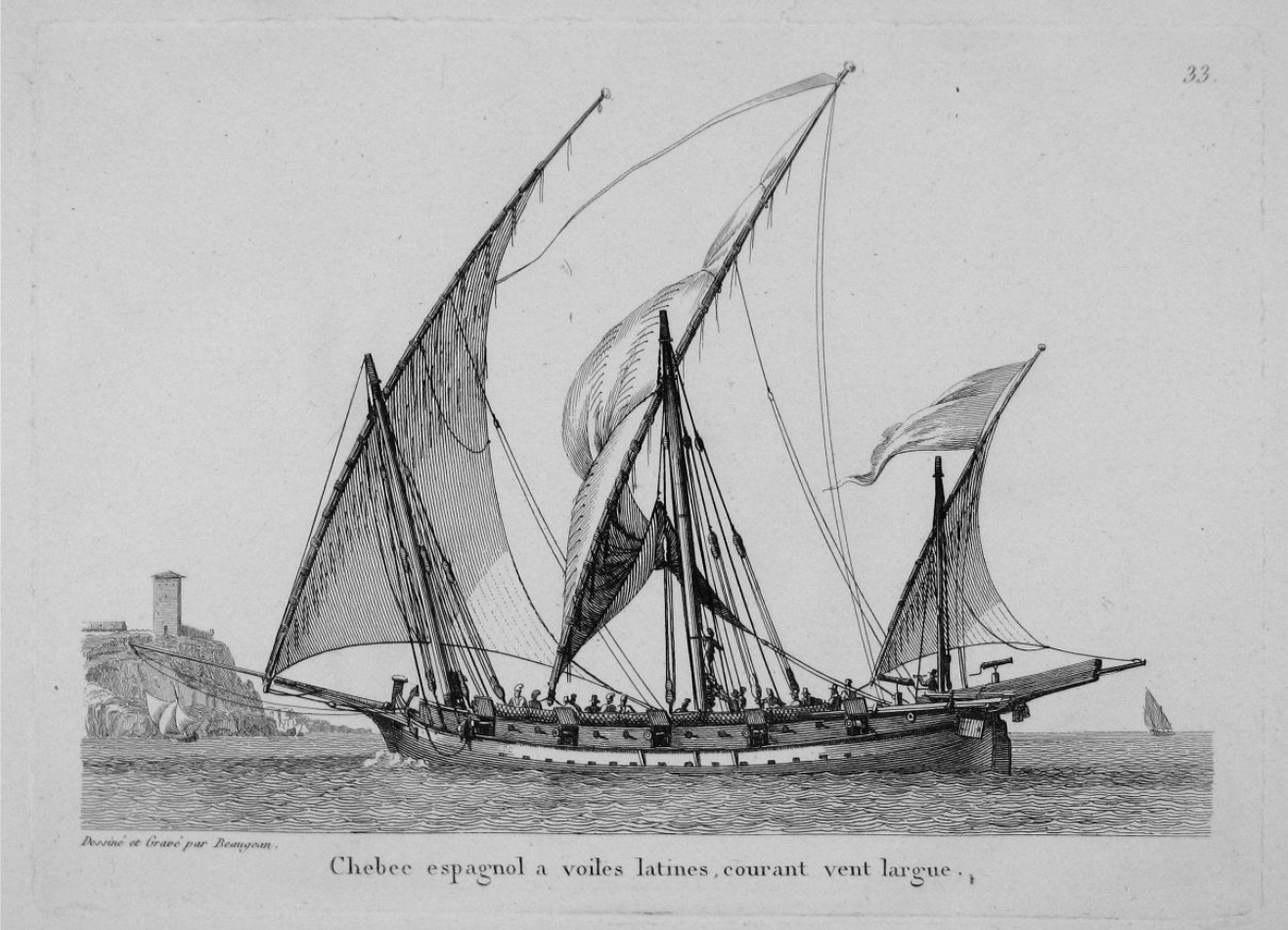
Un jabeque español de la década de 1810; el diseño del jabeque fue inspirado por el diseño de las fragatas del archipiélago

El concepto de fragatas de navegación pequeñas con un conjunto complementario de remos no era nuevo. La flota Tudor inglesa había utilizado pequeñas "galeazas" a mediados del siglo XVI. En la década de 1660 su sucesora, la Marina Real británica, equipó el equivalente con  agujeros para remos encima o debajo de la cubierta. Durante el siglo XVIII la armada rusa introdujo los "shebecks", variantes bálticas de los jabeques mediterráneos, para navegar en la costa. Los jabeques eran buenos navegantes, podían usarse remos si era necesario y más cañones y un alojamiento más grande que las galeras; y su mantenimiento era más barato. Los diseños rusos influyeron a Chapman y a los comandantes navales suecos. Por consiguiente,  los diseños de Chapman para los nuevos barcos eran basados en aquellos principios, pero con adaptaciones al combate en el archipiélago.
Las fragatas del archipiélago diseñadas por Chapman  proporcionaron mejor protección para la tripulación que las galeras que reemplazaron, y tenían hasta tres veces más de capacidad para tiendas y provisiones. Podían navegar en las aguas estrechas y superficiales que se hallan alrededor de los escollos, en cualquier tipo de clima y en mar abierto a excepción de las peores tormentas. Tenían un calado más profundo que las galeras, pero considerablemente menos profundo que los barcos de guerra tradicionales. Los nuevos tipos de barcos también aumentaron la potencia de fuego de la flota del archipiélago, también proporcionó mejores capacidades defensivas, e hizo posible un mejor apoyo de fuego en tácticas anfibias.

## Diseño y construcción

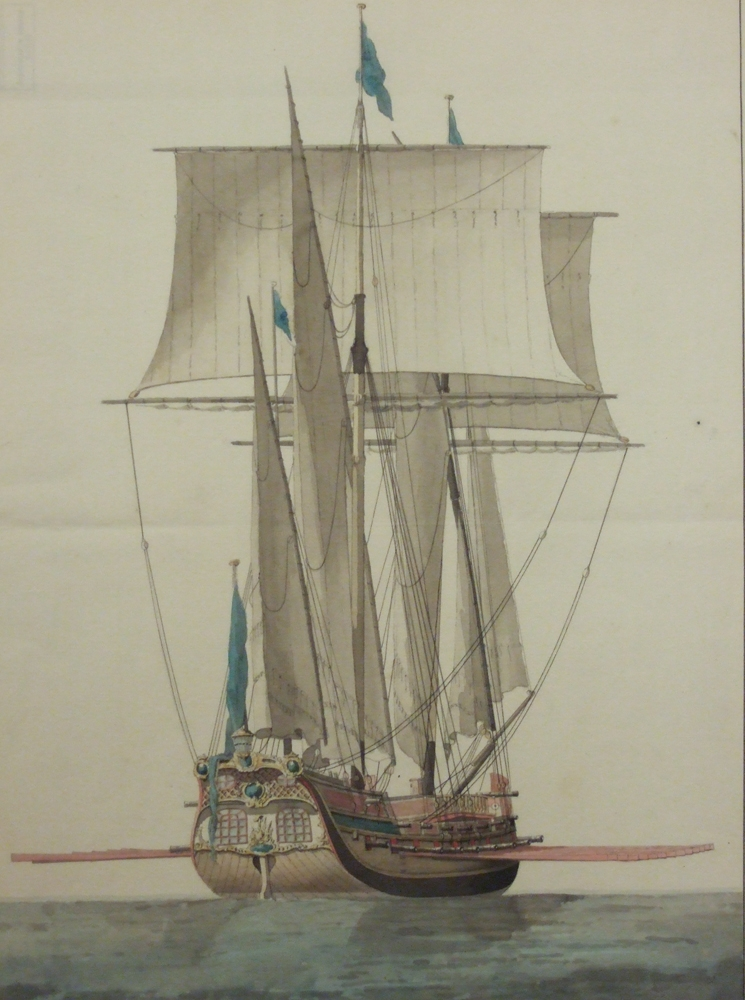
Dibujo contemporáneo a color de Oden, el primer hemmema

De los nuevos diseños , los turumas y hemmemas son los que más se acoplan a la descripción de "fragata del archipiélago" debido a sus semejanzas a pequeñas fragatas de alta mar. El primer hemmema, el Oden, fue completado en 1764. Era alrededor de 33 m (108.2 pies) de largo y 8.2 m (26.8 pies) de ancho con un calado de 2.8 m (9.25 ft). Tenía un casco reducido sin castillo de proa, solo un alcázar reducido, sin toldilla. Tenía tres mástiles que eran aparejados inicialmente con velas latinas, como una galera. La marina reemplazó tiempo después las velas latinas con velas cuadradas de fragata. El diseño inicial tenía 14 pares de remos con cuatro hombres por remo. Los remeros movían sus remos desde la cubierta de cañones a través de agujeros para los remos colocados entre las troneras, cerca de la línea de flotación, el cual le daba a los remeros mejor impulso. Los remos eran también colocados sobre un estabilizador cuadrado, diseñados para mejorar el impulso de los remos. A pesar de esto, los hemmemas no navegaban muy bien con remos y eran lentos cuando había viento contrario. Eran más lentos que otros barcos, pero navegaban mejor que las galeras.
Durante la guerra ruso-sueca de 1788–1790, Suecia construyó tres hemmemas con un diseño nuevo. Eran considerablemente más grandes, de 44.5  por 11 m (146 por 36 pies), y el número de remos fue aumentado a 20 pares. También tuvieron algunos de los costados más pesados, incluso comparados con las fragatas más grandes de la marina de alta mar. El agente de artillería Carl Fredrik Aschling cooperó con Chapman para aumentar el armamento principal a veintidós cañones de 36 libras y dos de 12 libras, el cual aumentó el calado por aproximadamente 30 cm (1 pie). La adición de una viga diagonal para reforzar el casco permitió que los hemmemas que se construyeron más adelante llevaran cañones más potentes que las fragatas de navegación más grandes de la marina de alta mar. Debido a su considerable potencia de fuego  y su tamaño, el historiador naval Jan Glete describió a los hemmemas como las "súper fragatas del archipiélago".
El diseño del hemmema era muy similar al del turuma. La diferencia primaria era que los remeros del turuma se sentaban en la cubierta al aire libre sobre los cañones, mientras que en el hemmema los remeros se sentaban en la cubierta. Los hemmemas más nuevos eran considerablemente más grandes, más fuertemente armados, y de una construcción más robusta. Jan Glete los describió como variaciones del mismo tipo, especialmente cuándo se consideran los diseños de antes de la guerra.

## Servicio

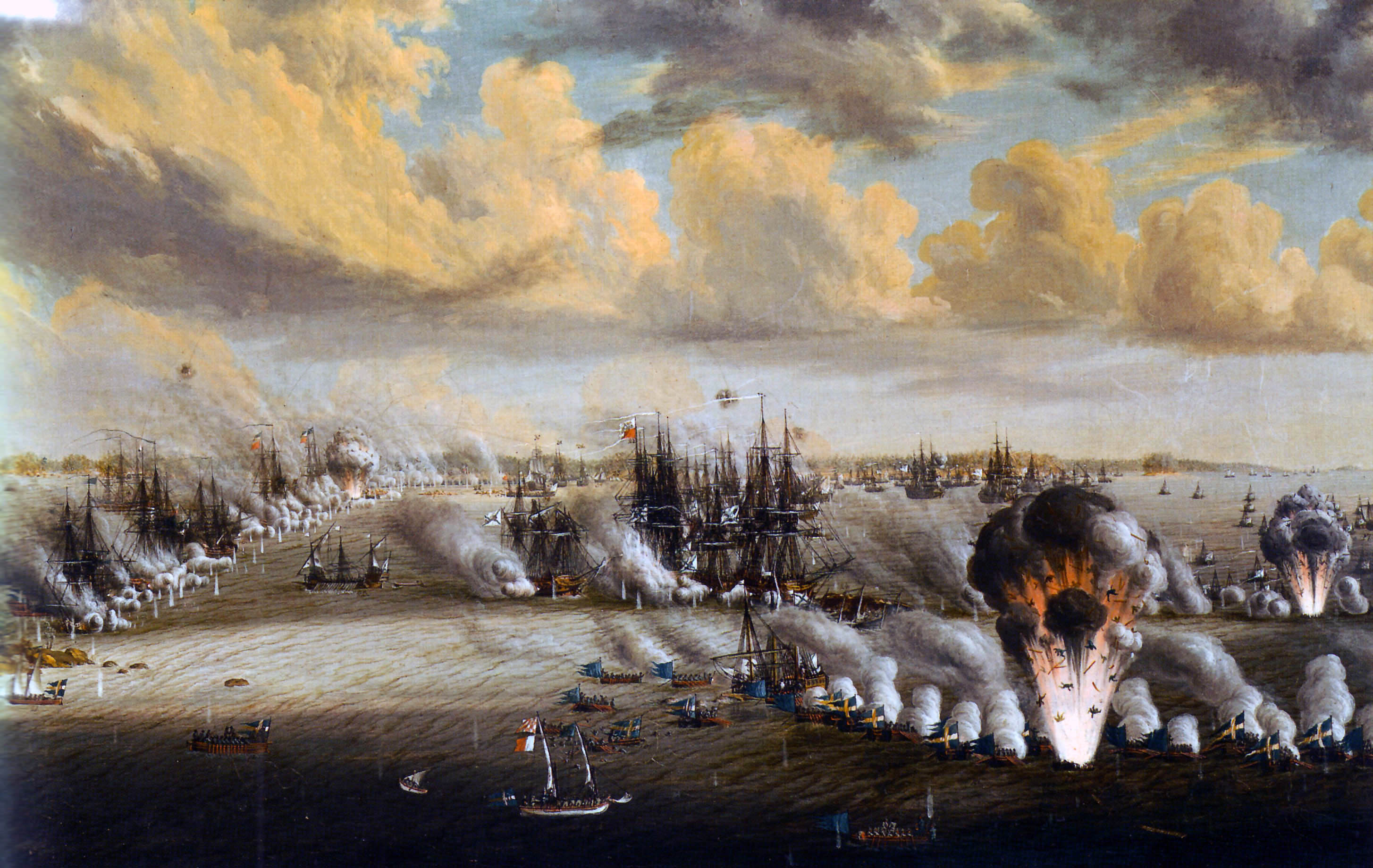
Pintura sueca contemporánea de la Batalla de Svensksund donde dos de los hemmemas más grandes participaron

Los Hemmemas sirvieron en los escuadrones finlandeses durante la guerra ruso-sueca de 1788–1790. Apoyaron las tácticas anfibias y condujo ataques en contra de la flota del archipiélago rusa, y al mismo tiempo servían para proteger el flanco marítimo sueco en la Finlandia continental. Los Hemmemas lucharon en la primers y la segunda batalla de Svensksund. Durante la primera batalla en 1789, un hemmema complementó a los  turumas, y en la segunda batalla en julio de 1790, dos hemmemas eran el centro defensivo y proporcionaron un considerable porcentaje de fuerzas armadas.
Los suecos estaban construyendo tres hemmemas adicionales en los astilleros dentro de la fortaleza de Sveaborg cuando  esta se rindió y los rusos la tomaron en 1808, y los tres navíos fueron incorporados a la marina rusa.  Poco después, la marina rusa construyó sus propias versiones con 32 cañones, con las últimas botaduras hasta 1823. Dos hemmemas más, fueron construidos en Suecia en 1809, el Birger Jarl y el Erik Segersäll. El Birger Jarl se hundió en un accidente en 1813 y el Erik Segersäll se iba a convertir en un barco de paletas a vapor que serviría como batería flotante para defensa en la costa, aunque la idea fue finalmente abandonada y el barco fue desmantelado en 1826.
Como los otros barcos especializados del archipiélago, el hemmema tuvo debilidades y fuerzas concretas. A pesar de que tenía una potencia de fuego superior a  las galeras, su calidad de navegación era un poco mediocre y  aunque era altamente maniobrable usando remos, era difícil aumentar la velocidad mientras se remaba. El hemmema tuvo el potencial de ser un arma eficaz contra las galeras, llegando casi al mismo poder de fuego de las galeras, y sobrepasándolas con su armamento de costado. Dentro de una formación de galeras enemigas,  podía causar una gran destrucción, pero tal maniobra nunca fue conseguida en una batalla real, dejando que esta táctica se quedara sin probar.

## Barcos

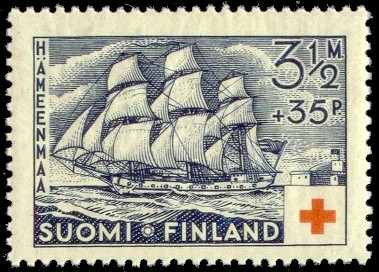
El Styrbjörn representado en una estampilla finlandesa de 1937

Un total de doce hemmemas fueron construidos, seis de ellos para la flota del archipiélago sueca y seis para la marina rusa. Los detalles de barcos individuales están listados abajo. Los hemmemas suecos fueron todos construidos con las mismas especificaciones, excepto el diseño inicial de Oden,  el Birger Jarl y el Erik Segersäll, que poseían un armamento más pesado que los otros . Tredrea y Sozaev ponen al Oden como un turuma reconstruido como hemmema en 1784, aunque Oscar Nikula y Lars-Otto Berg  no lo describen de esta manera. Los barcos rusos fueron construidos entre 1808 y 1823 y fueron descritos por Tredea y Sozaev como "fragatas de remo" de clase Bodryi.
Tiempo después, se les aplicó la forma finlandesa "Hämeenmaa" a muchos barcos del siglo XX de la armada finlandesa.
| Nombre         | Astillero  | Botadura | Historia |
| -------------- | ---------- | -------- | --- |
| Oden           | Sveaborg   | 1764     | Fue capturado por Rusia en la Primera Batalla de Svensksund en 1789, fue recapturado en la Segunda Batalla de Svensksund en 1790. Cayó en manos rusas en la rendición de Sveaborg en 1808. |
| Hjalmar        | Västervik  | 1790     | Cayó en manos rusas en la rendición de Sveaborg en 1808 y rebautizado Gel'gomar en ruso. Luchó en un ataque en Jungfrusund cerca de Dragsfjärd el 7 de agosto de 1808 y participó en la recuperación del Styrbjörn, el cual había sido temporalmente capturado por fuerzas suecas durante el ataque. Fue desmantelado en 1828. |
| Starkotter     | Västervik  | 1790     | Fue convertido en un barco-hospital en 1808. Fue desmantelado en 1816. |
| Styrbjörn      | Estocolmo  | 1790     | Capturado en la rendición de Sveaborg en 1808 y rebautizado Stor-Biorn. Destruido en una redada sueca el mismo año según Berg. Según Tredrea & Sozaev luchó en el ataque en Jungfrusund el 7 de agosto de 1808, fue capturado por los suecos y luego recapturado por el Gel'gomar (que anteriormente se le llamaba Hjalmar en sueco) el mismo día. Registrado por último como buque receptor (barco que alojaba nuevos reclutas) en 1817. |
| Birger Jarl    | Västervik  | 1809     | Hundido en un accidente fuera de Møn en mayo de 1813. |
| Erik Segersäll | Norrköping | 1809     | Se planeaba convertirlo en un barco de paletas de vapor en 1821, pero fue desmantelado en 1826. |

| Barcos                                                     | Medida (metros)                  | Medida (pies)                         | Pares de remos | Armamento                                                 |
| ---------------------------------------------------------- | -------------------------------- | ------------------------------------- | -------------- | --------------------------------------------------------- |
| Oden                                                       | largo: 33 ancho: 8.2 calado: 2.8 | largo: 108.2 ancho: 26.8 calado: 9.25 | 14             | 18 cañones de 12 libras 4 cañones de 3 libras 16 pedreros |
| Hjalmar, Starkotter, Styrbjörn, Birger Jarl,Erik Segersäll | largo: 43 ancho: 8.9 calado: 3   | largo: 141 ancho: 29 calado: 9.8      | 20             | 24 cañones de 36 libras 2 cañones de 12 libras            |

| Nombre   | Astillero       | Botadura | Historia |
| -------- | --------------- | -------- | --- |
| Bodryi   | San Petersburgo | 1808     | Participó en el bombardeo de Danzig en 1813. Desmantelado en 1829.                                                                          |
| Neva     | San Petersburgo | 1808     | Desmantelado en 1829. |
| Sveaborg | San Petersburgo | 1808     | Desmantelado en 1822. |
| Petergof | San Petersburgo | 1808     | Desmantelado en 1822. |
| Torneo   | San Petersburgo | 1808     | Buque insignia del Contralmirante von Moller en el período de 1812–1813. Participó en el bombardeo de Danzig en 1813. Desmantelado en 1824. |
| Mirnyi   | San Petersburgo | 1823     | Navegó en el mar Báltico en 1826. Desmantelado después de 1834.                                                                             |

| Medida (metros)                     | Medida (pies)                       | Pares de remos | Armamento                                                           |
| ----------------------------------- | ----------------------------------- | -------------- | ------------------------------------------------------------------- |
| largo: 43.9 ancho: 10.9 calado: 2.6 | largo: 144 ancho: 35.75 calado: 8.5 | 20             | 24 cañones de 36 libras 2 cañones de 12 libras 6 "cañones pequeños" |

## Citas
1. ↑  Today an obsolete term that has been replaced by "Häme" in modern Finnish.
2. ↑  Berg (2000), pp. 50–59.
3. ↑  Glete (1992), pp. 115–116, 118.
4. ↑  Norman (2012), s. 12–15
5. ↑  Berg, "Skärgårdsflottans fartyg: Typer och utveckling under 1700- och 1800-talet" in Norman (2012) pp. 52–59
6. ↑  Berg (1993), p. 35, and (2000) refer to skärgårdsfregatter only for the larger turumas and hemmemas, while Glete (1992) and Anderson (1962) do not.
7. ↑  Berg, "Skärgårdsflottans fartyg: Typer och utveckling under 1700- och 1800-talet" in Norman (2012), p. 59.
8. ↑  The 16th English galleasses had only the oars in common with the Mediterranean ship type and were closer to carracks and similar to the later galleons; Childs (2009), pp. 22–24.
9. ↑  Anderson (1962), pp. 84–89.
10. ↑  Nikula (1933), pp. 118–122, 132.
11. ↑  Harris (1998), p. 27.
12. ↑  Nikula (1933), pp. 366–367
13. ↑  See contemporary illustration in Glete (1992; p. 118).
14. ↑  Berg (1993), p. 35; Glete (1992), p. 119
15. ↑  Berg (1993), p. 35.
16. ↑  Berg (2000), p. 61.
17. ↑  Original term superskärgårdsfregatter; Glete (1992, p. 156).
18. ↑  Glete (1992), pp. 119–20.
19. ↑  Glete (1992), pp. 152–53, 163–64
20. ↑  Anderson (1962), pp. 96–97
21. ↑  Norman (2012) p. 397
22. ↑  Ahlström (1997)
23. ↑  Berg (1993), pp. 35–36.
24. ↑  According to naval historian Roger Charles Anderson three were built for the Russian fleet, two in 1809 and one as late as 1823; Anderson (1962) p. 97. Jan Glete put the number of Russian-built hemmemas at five, all constructed during the war of 1808–09. The most recently published study by Tredrea and Sozaev puts the total at six gemams, the Russian rendering of "hemmema".
25. ↑  Tredrea & Sozaev (2010), pp. 325–326.
26. ↑  Gardiner (1995), p. 92; Kijanen (1968), p. 111; Saunders (2009)
27. ↑  Based on lists and tables in Berg, "Appendix: Skärgårdsflottans fartyg" in Norman (2012) p. 397 and Nikula (1933), pp. 366–367
28. ↑  Russian career details from Tredrea & Sozaev (2010), p. 253.
29. 1 2  Based on Tredrea & Sozaev (2010), pp. 204–205.